# Menipea columnaris
Menipea columnaris is een mosdiertjessoort uit de familie van de Candidae. De wetenschappelijke naam van de soort is voor het eerst geldig gepubliceerd in 1985 door d'Hondt.